# Tržnice Zagreb
Tržnice Zagreb jedna je od podružnica Zagrebačkog Holdinga osnovana 1930. godine. Kroz 80 godina neprekidnog rada, mijenjali su se upravno-pravni oblici djelovanja Tržnica Zagreb, da bi 2007. godine ušla u sastav Zagrebačkog holdinga. Podružnica je sastavljena od veletržnice i tržnica na malo. Posluje na 23 lokacije u Zagrebu te ima oko 2 tisuće komitenata.
Osim osnovne djelatnosti, podružnica nudi skladištenje i čuvanje svježih i smrznutih poljoprivrednih proizvoda u objektima na Slavonskoj aveniji, uključujući veletržnicu i hladnjače. Na 19462 m² veletržnice nalaze se skladišni, izložbeni, upravni i rashladni prostori, dok hladnjače od 6000 m² omogućuju čuvanje na temperaturama od 0°C do -18°C. Trgovačka djelatnost odvija se u lokalima, kioscima i štandovima koji nude meso, ribu, mlijeko, kruh i neprehrambene proizvode.
Voditelj podružnice od 1. srpnja 2024. godine je Marin Rončević, aktualni voditelj podružnice Autobusni kolodvor Zagreb dok se na javnom natječaju ne izabere novi voditelj AKZ-a.

## Lokacije
- Tržnica Branimirova
- Tržnica Britanski trg
- Tržnica Dolac
- Tržnica Dubec
- Tržnica Dubrava
- Tržnica Gajnice
- Tržnica Jarun
- Tržnica Kažotićev trg
- Tržnica Kustošija
- Tržnica Kvaternikov trg
- Tržnica Prečko
- Tržnica Sajmište Sesvete
- Tržnica Savica
- Tržnica Savski Gaj
- Tržnica Sesvete
- Tržnica Špansko
- Tržnica Trešnjevka
- Tržnica Trnsko
- Tržnica Trnje
- Tržnica Utrina
- Tržnica Volovčica
- Tržnica Vrapče
- Zelena tržnica[4]

## Online tržnice grada Zagreba
Online tržnica grada Zagreba je digitalna platforma na kojoj svoje proizvode nude obiteljska poljoprivredna gospodarstva i obrtnici s područja Zagreba i okolice. Koncept je predstavljen 3. travnja 2020. godine. Dostupan je na web stranici online.trznice-zg.hr.

## Unutarnje poveznice
- Zagrebački holding

## Vanjske poveznice
- Službena stranica Tržnice Zagreb